# Tina Marolt
Tina Marolt (Velenje, 2 marzo 1996) è una calciatrice slovena, di ruolo centrocampista.

## Carriera

### Club
Nata a Velenje, nella Slovenia centro-settentrionale, nel 1996, dopo le giovanili con il Velenje è arrivata in prima squadra con il Rudar Škale nel 2011, a 15 anni.
Ha esordito il 20 marzo dello stesso anno, titolare nel successo esterno per 3-2 dell'11ª di campionato contro lo Slovenj Gradec. Ha segnato il suo primo gol il 5 maggio 2013, alla 17ª di Prva ženska slovenska nogometna liga, portando in vantaggio sull'1-0 la sua squadra al 13' nella vittoria casalinga per 4-1 contro il Radomlje. Nella stagione 2014-2015 ha vinto la Coppa di Slovenia, battendo in finale il Pomurje 4-2 ai tiri di rigore. Ha chiuso dopo 5 stagioni con 93 presenze e 15 reti.
Nel 2015 è andata a giocare e studiare negli Stati Uniti, all'Università di Louisville, in Kentucky, dove ha militato nel Louisville Cardinals. È rimasta due anni prima di trasferirsi nel 2017 in un'altra università, la Tennessee Technological University di Cookeville, in Tennessee, dove ha giocato con il Tennessee Tech Golden Eagles. Nel maggio 2016 e 2017 è ritornata per due brevi periodi in Slovenia al Rudar Škale, giocando rispettivamente una e due partite.
A fine 2019 è tornata in Europa, in particolare all'Orobica, nella Serie A italiana.
Durante la sessione invernale 2020-2021 di calciomercato si trasferisce in Svizzera al Lugano, fino a quel momento all'ultimo posto in campionato, alla ricerca di trovare sufficiente competitività per evitare la retrocessione

### Nazionale
Ha incominciato a giocare nelle nazionali giovanili slovene nel 2011, con l'Under-17, disputando fino al 2012 cinque gare nelle qualificazioni agli Europei 2012 e 2013.
Nel 2013 è passata in Under-19, partecipando alle qualificazioni agli Europei di Norvegia 2014 e Israele 2015. Ha terminato nel 2015 con otto partite giocate.
Ha esordito in gara ufficiale con la nazionale maggiore il 14 giugno 2014, venendo schierata titolare nella sconfitta interna per 1-2 a Domžale contro la Russia nelle qualificazioni al Mondiale di Canada 2015.

## Statistiche

### Presenze e reti nei club
Statistiche aggiornate al 3 luglio 2020.
| Stagione        | Squadra         | Campionato      | Campionato | Campionato | Coppe nazionali | Coppe nazionali | Coppe nazionali | Coppe continentali | Coppe continentali | Coppe continentali | Altre coppe | Altre coppe | Altre coppe | Totale | Totale |
| Stagione        | Squadra         | Comp            | Pres       | Reti       | Comp            | Pres            | Reti            | Comp               | Pres               | Reti               | Comp        | Pres        | Reti        | Pres   | Reti   |
| --------------- | --------------- | --------------- | ---------- | ---------- | --------------- | --------------- | --------------- | ------------------ | ------------------ | ------------------ | ----------- | ----------- | ----------- | ------ | ------ |
| gen-giu 2020    | Orobica         | A               | 6          | 0          | CI              | -               | -               | -                  | -                  | -                  | -           | -           | -           | 6      | 0      |
| Totale carriera | Totale carriera | Totale carriera | 6          | 0          | -               | -               | -               | -                  | -                  | -                  | -           | -           | -           | 6      | 0      |

## Palmarès

### Club
- Ženski nogometni pokal: 1

Rudar Škale: 2014-2015